# Le Quai des Orfèvres
Le Quai des Orfèvres és una pel·lícula francesa de 1947 dirigida per Henri-Georges Clouzot. Ha estat doblada al català.
Al París de la postguerra, la jove cantant Jenny Lamour fa de vegades ús dels seus encants, sobretot amb un vell libidinós influent, un tal Brignon, per fer-se un lloc al medi del music-hall. El seu marit, un tipus valent, Maurice Martineau, per gelosia, profereix amenaces de mort envers el septuagenari, a qui es troba assassinat poc després. L'inspector Antoine, un policia desenganyat i humà del Quai des Orfèvres està encarregat de la investigació.

## Argument
Jenny Lamour, cantant de cabaret al París de la postguerra té grans ambicions. Està casada amb Maurice Martineau, jove burgès que s'ha enfadat amb la seva família per casar-s'hi i s'ha convertit en el seu pianista acompanyant. La parella s'estima però es baralla freqüentment a causa de la lleugeresa seductora de Jenny i de la gelosia de Maurice. Els problemes comencen quan Jenny decideix atreure els favors del vell Brignon, home ric i pervers que creu poder utilitzar-la per a llançar-se al cinema. Furiós, Maurice profereix amenaces de mort respecte al vell i quan s'entera que ha quedat amb la seva dona al seu domicili, es munta de manera curosa una coartada i desembarca a casa seva amb la intenció de matar-lo. Ara bé, troba el treball ja fet. El que Maurice no sap és que Jenny s'ha ofuscat amb les provocacions del vell home i l'ha matat amb una ampolla de xampany. Terroritzada, la jove confia tota la història a la seva veïna, Dora, fotògrafa i amiga d'infantesa del seu marit. Aquesta, que l'estima en secret, la convenç de no dir res a ningú i va ella mateixa a Brignon a esborrar les empremtes i buscar les guineus que la seva amiga havia oblidat. Poc després de la visita de Jenny, Maurice va a veure Dora i li explica la seva història. Decideix guardar el secret dels dos esposos.
L'inspector Antoine del Quai des Orfèvres és l'encarregat d'investigar l'homicidi de Brignon. És un antic soldat desenganyat de la Legió Estrangera que viu sol amb un noi portat de les colònies, que cria tendrament. Escorcollant en els coneixements de Brignon, Antoine de seguida s'interessa en Dora (que fotografiava per a ell noies despullades) però també en Jenny i en Maurice. S'entera que Maurice ha amenaçat Brignon de mort i que la seva coartada (ha passat la vesprada al teatre) pot ser fàcilment desmuntada. Quan sap segur que el jove ha mentit, la vida de la parella és víctima de l'engranatge judicial. Desesperada, Jenny està decidida a denunciar-se però Dora ho impedeix.
Al vespre de Nadal, Maurice és portat a comissaria i és brutalment interrogat. Empès a extrem, reconeix finalment haver anat a casa de Brignon el vespre de l'homicidi però diu haver-lo trobat mort. Com que ningú no el creu, es talla les venes a la presó. Jenny confessa tota la història a Antoine, i Dora, resolta a protegir-la fins al final, afirma que és ella l'assassina. Però l'inspector li comunica que de fet Jenny no és culpable: es tracta de Paulo, el lladre del cotxe de Martineau que havia anat a casa de Brignon per robar. Simpatitza amb l'amor de la fotògrafa cap a Jenny, que és condemnat a continuar en secret.
Al matí de Nadal, Jenny torna de comissaria amb el seu marit, molt debilitat però que ha sobreviscut. El seu amor, posat a prova, és més profund i estan decidits a reprendre una vida normal i feliç. Reben una última visita d'Antoine que convoca Maurice al Quai des Orfèvres per a l'endemà, però com a simples testimonis. La parella veu Antoine i el seu fill allunyar-se a la neu, contents de poder finalment trobar-se.

## Comentari
A Clouzot li prohibeixen a perpetuïtat, quan França és alliberada, tornar a treballar a causa de la seva segona pel·lícula, Le Corbeau (1943). Torna a la realització el 1947, l'activisme dels seus defensors van aconseguir els seus fruits. D'aquesta trivial història d'homicidi, amb fons de gelosia i d'arribisme, Clouzot aconsegueix treure'n una nova obra mestra. La seva escenificació és sempre també tallant com una navalla d'afaitar, i la seva pintura dels personatges sempre també aspra i lúcida, però igualment humana. Louis Jouvet, en el paper de l'inspector Antoine troba aquí el seu paper més gran, i sens dubte més humà.

## Repartiment
| - Louis Jouvet: l'inspector adjunt Antoine - Suzy Delair: Jenny Lamour, la dona de Maurice - Bernard Blier: Maurice Martineau, el marit de Jenny - Simone Renant: Dora Monnier, la fotògrafa - Charles Dullin: Georges Brignon - Jeanne Fusier-Gir: Paquerette, - Pierre Larquey: Émile Lefort, el taxista - Raymond Bussières: Albert - Robert Dalban: Paulo - Claudine Dupuis: Manon - Gilberte Géniat: Sra. Beauvoir - Dora Doll: Léa - Annette Poivre: Madeleine - Joëlle Bernard: Ginette - René Blancard: El cap de la P.J - Jean Daurand: L'inspector Picard - Paul Demange: L'inspector que deté Albert - Bob Ingarao: Un inspector - Charles Blavette: Poitevin, l'empleat - François Joux: L'oficial de policia Faillard - Léo Lapara: L'inspector Marchetti - Jean Sinoël: El vell periodista - Henri Arius: Léopardi, compositor - Jacques Grétillat: Auguste | - Jean Dunot: Nitram - Jean Hebey: - Gabriel Gobin: - Fernand René: Mareuil - Georges Pally: Poiret - Charles Vissières: Fallourd - Henri Niel: - André Numès Fils: - Franck Maurice: - René Lacourt: - Michel Seldow: - Jean Sylvère: - Charles Lavialle: - Raphaël Patorni: - Marcel Rouze - Paul Temps - Palmyre Levasseur - Claire Olivier - Christian Marquand - Yvonne Claudie - Edouard Francomme - Guy Rapp - L'orquestra Tzigane de Paul Toscano |

## Al voltant de la pel·lícula
- El títol inicial de la pel·lícula era Joyeux Noël.
- A París, el Quai des Orfèvres és l'adreça de la Policia judicial francesa.
- Aquesta adreça ha donat lloc a una altra pel·lícula: 36 Quai des Orfèvres d'Olivera Marchal (2004).

## Premis
La pel·lícula va obtenir el premi internacional de l'escenificació al Festival Internacional de Cinema de Venècia el 1947.